# Mladí evropští socialisté
Young European Socialists (YES) česky Mladí evropští socialisté, dříve European Community Organisation of Socialist Youth (ECOSY), je uskupení socialistických a sociálnědemokratických mládežnických organizací Evropě a zároveň členskou organizací Strany evropských socialistů (PES). Členskými organizacemi z ČR jsou Mladí sociální demokraté a s pozorovatelským statusem spolek Idealisté.cz. Sídlem YES je Brusel.

## Vedení organizace
Vedení organizace (Leadership) od roku 2019 tvoří předseda (President) funkcí e neobsazena a ústřední tajemnice (Secretary Genaral) Maj Jensen Christensen (Danmarks Socialdemokratiske Ungdom, Dánsko).
Předsedou kontrolní komise (President of Control Commission) je Carmelo Premier Sutera (Mouvement des Jeunes Socialistes, Belgie)

## Historie
Organizace byla založena 7. února 1992 v nizozemském městě Oegstgeest v Haagu jako European Community Organisation of Socialist Youth (ECOSY). V té době souběžně probíhal ustavující kongres Strany evropských socialistů (PES) v Haagu. Na 11. kongresu ECOSY v Bommersviku (Švédsko) v roce 2013 bylo schváleno přejmenování organizace na Young European Socialists (YES).

## Struktura
Při svém vzniku v roce 1992, bylo rozhodnuto, že post předsedy (President) a místopředsedy (Vice-President), bude přecházet mezi členskými organizacemi jednotlivých států, podobně jako předsednictví Radě EU. Od roku 1997 je vedení ECOSY/YES voleno tajným hlasováním.
Od roku 1992 má v rámci vedení silné postavení ústřední tajemník (Secretary General) 
Rada (Bureau) je nejvyšším orgánem Mladých evropských socialistů mezi kongresy. Sestává z nominovaných zástupců členských organizací. Každá členská organizace nominuje jednoho svého zástupce. Každá země disponuje dvanácti hlasy.
Kongres (Congress) se koná každé dva roky a je nejvyšším orgánem. Každá země má dvanáct hlasů.

## Členské organizace
- Belgie (Vlámsko): Jongsocialisten (JS)
- Belgie (Valonsko): Mouvement des Jeunes Socialistes (MJS)
- Bulharsko: Българска социалистическа младежка (БСМ) / Balgarska Socialističeska Mladezhka (BSM)
- Bulharsko: Европейска лява младежка алтернатива (ЕЛМА) / Evropejska Ljava Mladezhka Alternativa (ELMA)
- Černá Hora: Forum mladih SDP
- Česko: Mladí sociální demokraté (MSD)
- Dánsko: Danmarks Socialdemokratiske Ungdom (DSU)
- Estonsko: Noored Sotsiaaldemokraadid
- Finsko: Sosialidemokraattiset Nuoret (Demarinuoret / SDY)
- Finsko: Sosialidemokraattiset Opiskelijat (SONK)
- Francie: Mouvement des Jeunes Socialistes (MJS)
- Chorvatsko: Forum mladih SDP (FM SDP)
- Irsko: Labour Youth
- Itálie: Federazione dei Giovani Socialisti (FGS)
- Itálie: Giovani Democratici (GD)
- Island: Samband ungra jafnaðarmanna (SUJ)
- Kypr: Cumhuriyetçi Türk Partisi Gençlik Örgütü (CTP Youth)
- Kypr: Νεολαία ΕΔΕΚ / Neolaia EDEK
- Lotyšsko: Restart.lv jauniešu organizācija
- Lotyšsko: Jaunatnes Sociāldemokrātiskā Savienība (JSS)
- Litva: Lietuvos socialdemokratinio jaunimo sąjunga (LSDJS)
- Lucembursko: Jeunesses Socialistes Luxembourgeoises (JSL)
- Malta: Labour Youth Forum / Forum Zghazagh Laburisti (FZL)
- Německo: AG der Jungsozialistinnen und Jungsozialisten in der SPD (Jusos)
- Německo: Sozialistische Jugend Deutschlands – Die Falken (SJD – Die Falken)
- Nizozemsko: Jonge Socialisten in de PvdA (JS)
- Polsko: Federacja Młodych Socjaldemokratów (FMS)
- Portugalsko: Juventude Socialista (JS)
- Rakousko: Sozialistische Jugend Österreich (SJÖ)
- Rakousko: Verband Sozialistischer StudentInnen Österreichs (VSStÖ)
- Rumunsko: Tineretul Social Democrat (TSD)
- Řecko: Νεολαία ΠΑΣΟΚ / Neolaia PASOK
- Severní Makedonie: Социјалдемократската младина на Македонија (СДММ) / Socijaldemokratskata mladina na Makedonija (SDMM)
- Slovensko: Mladí sociálni demokrati (MSD)
- Slovinsko: Mladi forum Socialnih Demokratov (Mladi forum SD)
- Spojené království: Labour Students
- Spojené království: Young Labour
- Spojené království (Severní Irsko): SDLP Youth
- Srbsko: Demokratska omladina / Демократска омладина (DO)
- Srbsko: Socijaldemokratska omladina (SDO)
- Srbsko (Vojvodina):Omladina lige socijaldemokrata Vojvodine (LSVO)
- Španělsko: Juventudes Socialistas de España (JSE)
- Španělsko: Joventut Socialista de Catalunya (JSC)
- Švédsko: Sveriges Socialdemokratiska Ungdomsförbund (SSU)
- Švédsko: Socialdemokratiska Studentförbundet (SSF)
- Švýcarsko: JungsozialistInnen Schweiz (JUSO) / Jeunesse Socialiste Suisse (JS) / Gioventù Socialista Svizzera (GS)
- Turecko: CHP Gençlik Kolları
- Maďarsko: Societas – Új Mozgalom

## Pozorovatelské členství
- Albánie: Youth Movement for Integration (LRI)
- Bělorusko: Маладыя сацыял-дэмакраты - Маладая Грамада (МСД-МГ) / Maladyja sacyjal-demakraty - Maladaja Hramada (MSD-MH)
- Česko: Idealisté.cz
- Kypr: Αγώνας / Agonas
- Egypt: Egyptian Social Democratic Party (ESDP) Youth
- Gruzie: Young Socialists Georgia (YSG)
- Izrael: המשמרת הצעירה של מפלגת העבודה / Mishmeret Tse’irah shel Mifleget haAwoda (Young Labour)
- Izrael: נוער מרצ / Noar Meretz (Young Meretz / Meretz Youth)
- Itálie: South Tyrolean European Democratic Youth (STEDY)
- Libanon: Progressive Youth Organization (PYO)
- Norsko: Arbeidernes ungdomsfylking (AUF)
- Palestina: Fatah Youth
- Rusko: Российский социал-демократический союз молодёжи (РСДСМ) / Rossijskij social-děmokratičeskij sojuz molodjoži (RSDSM)
- San Marino: Giovani Socialisti e Democratici (GSD)
- Tunisko: Jeunes Socialistes Démocrates (JSD)
- Ukrajina: Union of Young Socialists (SMS)
- Velká Británie: Young Fabians

## Aktuální složení předsednictva (2019-2021)
- Předseda (President): João Albuquerque (Juventude Socialista, Portugalsko)
- Ústřední tajemnice (Secretary General): Maj Jensen Christensen (Danmarks Socialdemokratiske Ungdom, Dánsko)

Místopředsedkyně a místopředsedové (Vice-Presidents):
- Sara Tavares da Costa (Sozialistische Jugend Österreich, Rakousko)
- Nikolay Berievski (Българска социалистическа младежка / Balgarska Socialističeska Mladezhka, Bulharsko)
- Michelle Rauschkolb (Jungsozialistinnen und Jungsozialisten in der SPD, Německo)
- Mattia Zunino (Giovani Democratici, Itálie)
- Elisha Winckel (Jeunesses Socialistes Luxembourgeoises, Lucembursko)
- Friso Ages (Jonge Socialisten in de PvdA, Nizozemsko)
- Cătălina Ștefănescu (Tineretul Social Democrat, Rumunsko)
- Enric López Jurado (Joventut Socialista de Catalunya, Španělsko)
- Samuel Guron (Sveriges Socialdemokratiska Ungdomsförbund, Švédsko)

## Předsedové
Z počátku fungování ECOSY v období 1992–1997 přecházelo předsednictví organizace obdobně jako předsednictví EU.
- 1992 Tracy Paul (Young Labour)
- 1993 Henrik Sass Larsen (Danmarks Socialdemokratiske Ungdom, Dánsko)
- 1993 Ronald Gossiaux (Mouvement des Jeunes Socialistes, Belgie)
- 1994 ./. (Neolaia Pasok, Řecko)
- 1994 Reinhold Rünker (Jusos in der SPD, Německo)
- 1995 Renaud Lagrave (Mouvement des Jeunes Socialistes)
- 1995 Martin Guillermo (Juventudes Socialistas de España, Španělsko)
- 1995 Paco-Luis Benitez (Juventudes Socialistas de España, Španělsko)
- 1996 Vinicio Peluffo (Sinistra Giovanile, Itálie)
- 1996 Mick McLoughlin (Labour Youth)
- 1997 Thomas Windmulder (Jonge Socialisten in de PvdA, Nizozemsko)

Poté byl v čele ECOSY/YES zvolený předseda.
- 1997–1999 Andreas Schieder (Sozialistische Jugend Österreich, Rakousko)
- 1999–2001 Hugues Nancy (Mouvement des Jeunes Socialistes)
- 2001–2003 Jan Krims (Verband Sozialistischer StudentInnen Österreichs, Rakousko)
- 2003–2005 Anders Lindberg (Sveriges Socialdemokratiska Ungdomsförbund, Švédsko)
- 2005-2009 Giacomo Filibeck (Sinistra Giovanile, Itálie)
- 2009-2011 Petroula Nteledimou (Neolaia PASOK, Řecko)
- 2011-2015 Kaisa Penny (Demarinuoret & SONK, Finsko)
- 2015-2017 Laura Slimani (Mouvement des Jeunes Socialistes, Francie)
- od roku 2017 João Albuquerque (Juventude Socialista, Portugalsko)

## Ústřední tajemníci
- 1992-1997 Philip Cordery (Mouvement des Jeunes Socialistes, Francie)
- 1997-1999 Pau Solanilla (Juventudes Socialistas de España, Španělsko)
- 1999-2003 Yonnec Polet (Mouvement des Jeunes Socialistes, Valonsko, Belgie)
- 2003-2005 Ilias Antoniou (Neolaia Pasok, Řecko)
- 2005-2009 Ania Skrzypek (Federacja Młodych Socjaldemokratów, Polsko)
- 2009-2011 Janna Besamusca (Jonge Socialisten v de PvdA, Nizozemsko)
- 2011-2015 Thomas Maes (Animo/Jongsocialisten, Vlámsko, Belgie)
- 2015-2016 Nina Živanović (SDY, Srbsko)
- 2017-2019 Tuulia Pitkänen (SONK, Finsko)
- od roku 2019 Maj Jensen Christensen (Danmarks Socialdemokratiske Ungdom, Dánsko)

## Kongresy ECOSY/YES
- 1992 v Oegstgeest (Nizozemsko)
- 1994 v Mnichově (Německo)
- 1997 ve Štrasburku (Francie)
- 1999 v Toledu (Španělsko)
- 2001 ve Vídni (Rakousko)
- 2003 v Bommersviku (Švédsko)
- 2005 v Cascais (Portugalsko)
- 2007 ve Varšavě (Polsko)
- 2009 v Bruselu (Belgie)
- 2011 v Bukurešti (Rumunsko)
- 2013 v Bommersviku (Švédsko)
- 2015 ve Winterthuru (Švýcarsko)
- 2017 v Duisburgu (Německo)
- 2019 v Helsinkách (Finsko)